# Курапово (Московская область)
Курапово — деревня в Наро-Фоминском районе Московской области, входит в состав сельского поселения Атепцевское. Население — 0 чел. (2010), в деревне числятся 3 улицы. До 2006 года Курапово входило в состав Каменского сельского округа.
Деревня расположена на юге центральной части района, у границы с Калужской областью, на правом берегу реки Нары, у устья безымянного правого притока, примерно в 14 км к юго-востоку от Наро-Фоминска, высота центра над уровнем моря 159 м. Ближайшие населённые пункты — Рыжково на противоположном берегу реки и Романово в 1 км на юг.

## Население
| 2002 | 2006 | 2010 |
| ---- | ---- | ---- |
| 1    | →1   | ↘0   |